# Большая Удюрма
 Большая Удюрма  — деревня в Санчурском муниципальном округе Кировской области.

## География
Расположена на расстоянии примерно 9 км по прямой на запад от райцентра поселка Санчурск.

## История
Известна с 1873 год как деревня Удюрма, где дворов 9 и жителей 72, в 1905 36 и 211, в 1926 (Большая Удюрма) 56 и 268, в 1950 60 и 183, в 1989 38 жителей. С 2006 по 2019 год входила в состав Сметанинского сельского поселения.

## Население
Постоянное население составляло 34 человека (русские 79%) в 2002 году, 13 в 2010.